# 조윤성 (축구 선수)
조윤성(趙允晟, 1999년 1월 12일 ~ )은 대한민국의 축구 선수로 포지션은 센터백이며 현재 K리그2 수원 삼성 블루윙즈 소속이다.